# Rödfläckig barbett
Rödfläckig barbett (Lybius vieilloti) är en fågel i familjen afrikanska barbetter inom ordningen hackspettartade fåglar.

## Utseende och läte
Rödfläckig barbett är en liten och udda färgad barbett med brun rygg, rött ansikte och ljusgul undersida. Den har vidare ljus övergump, ljusa streck på ryggen och röda streck på undersidan. Färgsättningen skiljer den från andra barbetter och den typiskt knubbiga näbben skiljer den från andra likstora fåglar. Bland lätena hörs ett grälande skallrande ljud och en utdragen och något fallande serie med ihåliga hoanden.

## Utbredning och systematik
Rödfläckig barbett delas in i tre underarter med följande utbredning:
- Lybius vieilloti buchanani – förekommer från södra Mauretanien och Mali till Niger, norra Nigeria och södra Tchad
- Lybius vieilloti rubescens – förekommer i gränszonen Sahel från Gambia och Sierra Leone till Demokratiska republiken Kongo och Nigeria
- Lybius vieilloti vieilloti – förekommer från centrala Sudan (Khartoum) till nordöstra Demokratiska republiken Kongo och västra Etiopien

## Levnadssätt
Vieillotbarbetten hittas i olika typer av öppna miljöer som savann, törnsnår och igenväxande buskmarker. Den ses vanligen i par eller smågrupper.

## Status
Arten har ett stort utbredningsområde och internationella naturvårdsunionen IUCN kategoriserar arten som livskraftig. Beståndsutvecklingen är dock oklar.

## Namn
Fågelns vetenskapliga artnamn hedrar Louis Pierre Vieillot (1748-1830), fransk naturforskare och samlare av specimen. Tidigare kallades den vieillotbarbett även på svenska, men justerades 2023 till ett enklare och mer informativt namn av BirdLife Sveriges taxonomikommitté.